# Perfect World (компанія)
Perfect World Co., Ltd. (кит.: 完美世界股份有限公司) — китайська компанія, яка займається розробкою відеоігор жанру MMORPG. Perfect World була заснована 2004 року Чі Юйфенем, президентом корпорації Human Software. Компанія прагне розвивати й випускати відеоігри в східній стилістиці.
Perfect World — «батько» для американських розробників ігор Runic Games. У 2009 році Perfect World уклали угоду про публікацію екшн-RPG, Torchlight, у провадженні Runic Games по всьому світу, а потім купила контрольний пакет акцій у компанії.
31 травня 2011 року було оголошено, що Perfect World придбала Cryptic Studios від Atari за більш ніж $ 50 мільйонів.

## Випущені ігри
- Perfect World — 3D-гра MMORPG січень 2006
- Legend of Martial Arts — 3D-гра MMORPG вересень 2006
- Perfect World II — 3D-гра MMORPG листопад 2006
- Jade Dynasty — 3D-гра MMORPG травень 2007
- Chi Bi — 3D-гра MMORPG січень 2008
- Hot Dance Party — 3D-гра MMORPG березень 2008
- Pocketpet Journey West — 3D-гра MMORPG жовтень 2008
- Battle of the Immortals — 2.5D MMORPG квітень 2009
- Ether Saga Odyssey — 3D-гра MMORPG — липень 2009
- Fantasy Zhu Xian — 2D MMORPG жовтень 2009
- Dragon Excalibur — 2D MMORPG жовтень 2010
- Forsaken World — 3D-гра MMORPG — жовтень 2010
- Empire of the Immortals — 2.5D MMORPG — грудень 2010
- War of the Immortals — 3D-гра MMORPG — грудень 2012
- Neverwinter — 3D-гра MMORPG — червень 2013*
- Final Fantasy Type-0 Online — 3D-гра MMORPG під iOS, Android and Windows — 2016[1]
- Swordsman Online — 3D MMORPG — To Be Announced*